# Rusip (Syiah Utama)
Rusip is een bestuurslaag in het regentschap Bener Meriah van de provincie Atjeh, Indonesië. Rusip telt 200 inwoners (volkstelling 2010).